# Fuat Dushku
  Fuat Dushku fue un escultor de Albania del periodo comunista.

## Datos biográficos
Es el autor junto a Andrea Mana, Perikli Çuli y Dhimo Gogollari del monumento Heroínas de Mirdita (en albanés: Heroinat e Mirditës). Instalado en 1970 en Mirdita, actualmente ha desaparecido.
La pianista Almira Emiri es, por parte de madre, sobrina del escultor.